# Рануа
Рануа (фін. Ranua) — громада у Фінляндії, в провінції Лапландія. Площа — 3695 км² (241 км² з яких складають внутрішні води). Громада знаходиться на півдні Лапландії, межує з провінцією Північна Остроботнія. 
На 2012 рік Рануа — найдотаційніший муніципалітет Фінляндії, що здійснює свою діяльність на 70% за рахунок загальнодержавних відрахувань. 

## Географія і геологія

Карта громади

Найбільше озеро громади — Сімоярві (90 км²), з якого випливає річка Сімойокі, несучи свої води в Ботнічну затоку. Інші значні озера: Няскяярві, Портімоярві, Рануанярві і Луймінкаярві. Всього різні водойми становлять близько 6% від загальної площі громади, а болотиста місцевість досягає 60% площі. Найбільша висота території громади над рівнем моря — на сході і північному сході, поблизу кордону з Посіо. Тут знаходиться найвища точка Рануа — гора Паловаара (277 м). Місцевість поступово знижується в напрямку на північний захід. Ліси Рануа представлені головним чином сосною (65%), інші породи дерев включають ялину (22%) і березу (10%). Найбільшою лісистістю характеризується північ і схід громади. 
Рануа розташована за 82 км від Рованіемі, 159 км від Оулу, 635 км від Тампере і 766 км від Гельсінкі. 
У лютому 2015 ірландська компанія "Karelian Diamond Resources" отримала дозвіл на проведення вишукувальних робіт на місці можливого родовище алмазів. Територія, якої стосується дозвіл, знаходиться в Рануа в районі Пенямьо на площі 95 га між озерами Сімонярві і Пенямьонярві . 

## Населення
Населення за даними на 2012 рік — 4259 чоловік (за даними на 2000 рік — 5052 людини). Щільність населення становить 1,23 чол/км². Фінська мова є рідною для 99,7% жителів, шведська — для 0,1%, інші мови — для 0,2%. Частка осіб у віці до 15 років становить 20,6%; частка осіб у віці старше 65 років — 18,9%. 
| 1917 | 1930 | 1947 | 1967 | 1970 | 1975 | 1980 | тисячі дев'ятсот вісімдесят п'ять | 1990 | 1995 | 1998 | 2000 | 2002 | 2004 | 2006 | 2008 | 2010 | 2011 |
| ---- | ---- | ---- | ---- | ---- | ---- | ---- | --------------------------------- | ---- | ---- | ---- | ---- | ---- | ---- | ---- | ---- | ---- | ---- |
| 2769 | 3937 | 4758 | 7054 | 6278 | 5716 | 5603 | 5556                              | 5655 | 5575 | 5322 | 5052 | 4903 | 4871 | 4632 | 4428 | 4346 | 4274 |

## Пам'ятки
Серед визначних пам'яток громади варто відзначити Зоопарк Рануа, який є найпівнічішним зоопарком у світі. В експозиції можна побачити безліч північних і арктичних видів тварин . 

## Села
Деякі села громади: 
| - Асмунті - Гейнісуо - Госіо - Імпійо - Келанкюля - Кірконкюля - Корттеенперя - Куха - Куукас'ярві - Куусіярві - Лайвала - Леппіахо | - Майовакюля - Мауру - Нуупас - Няверрюс - Ойансуу - Паананен - Петяйаярві - Пеураярві - Пог'яслагті-Піїтіс'ярві - Портімо | - Путківаара - Райскіо - Ровастінаго - Рюнккя - Саарігар'ю - Сауккоярві - Сяяскенперя - Тееріваара - Телккяля - Тольян - Вогонкулма |

## Галерея

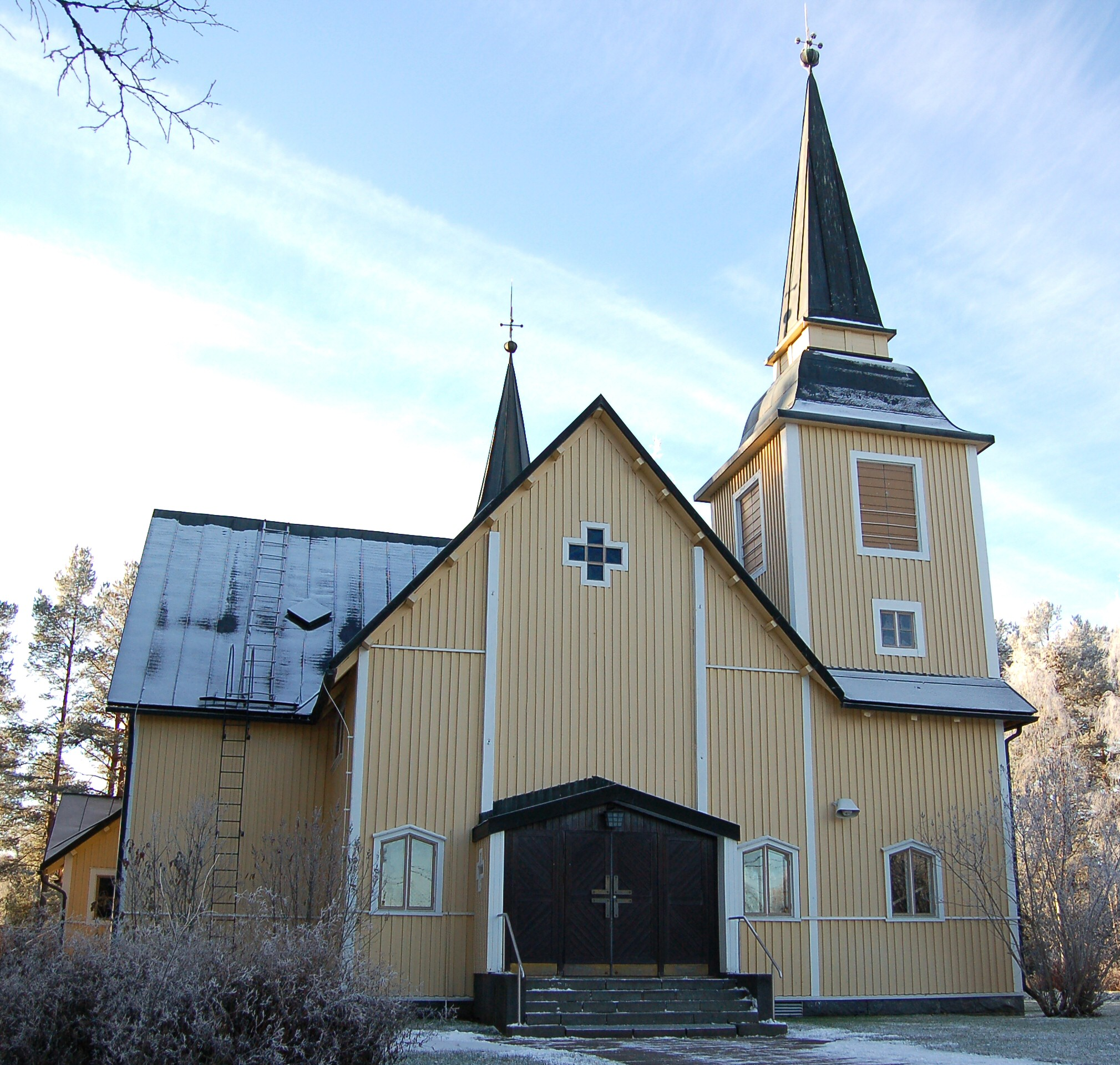
Церква в Рануа
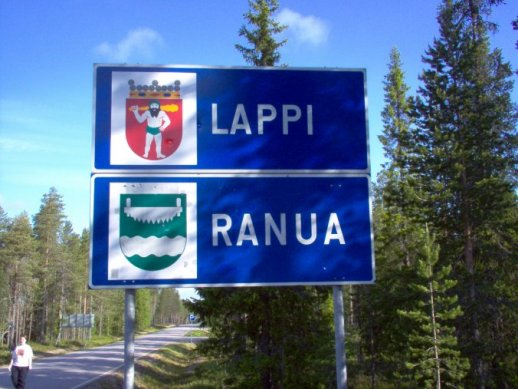
Дорожній знак при в'їзді в Рануа
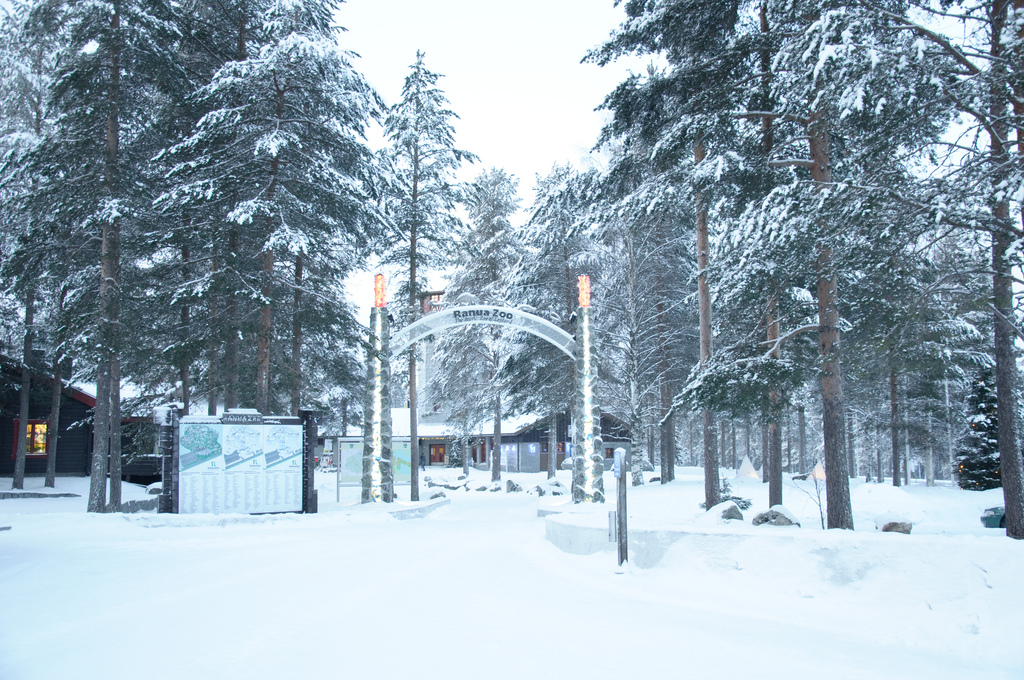
зоопарк
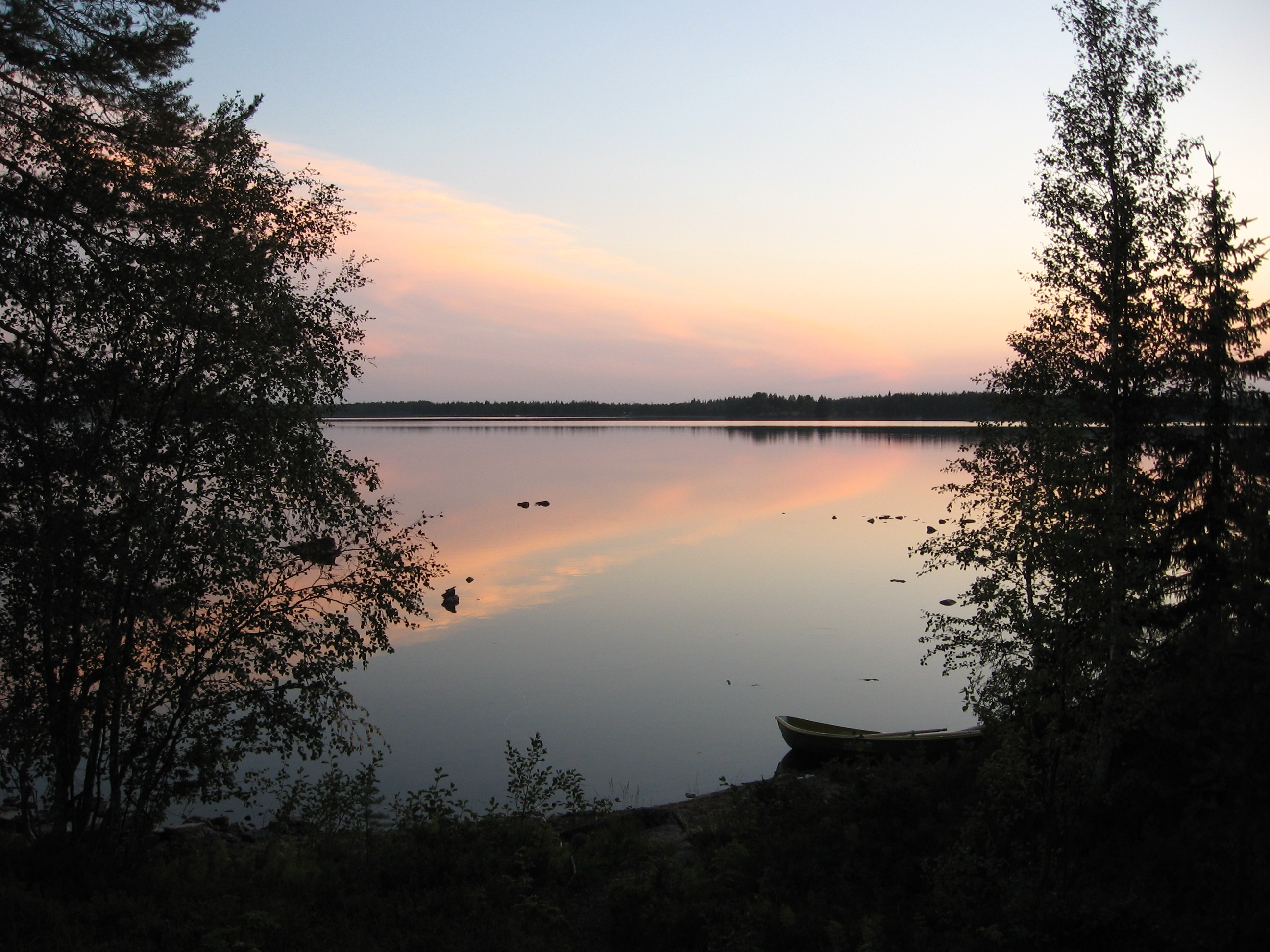
озеро Сімоярві
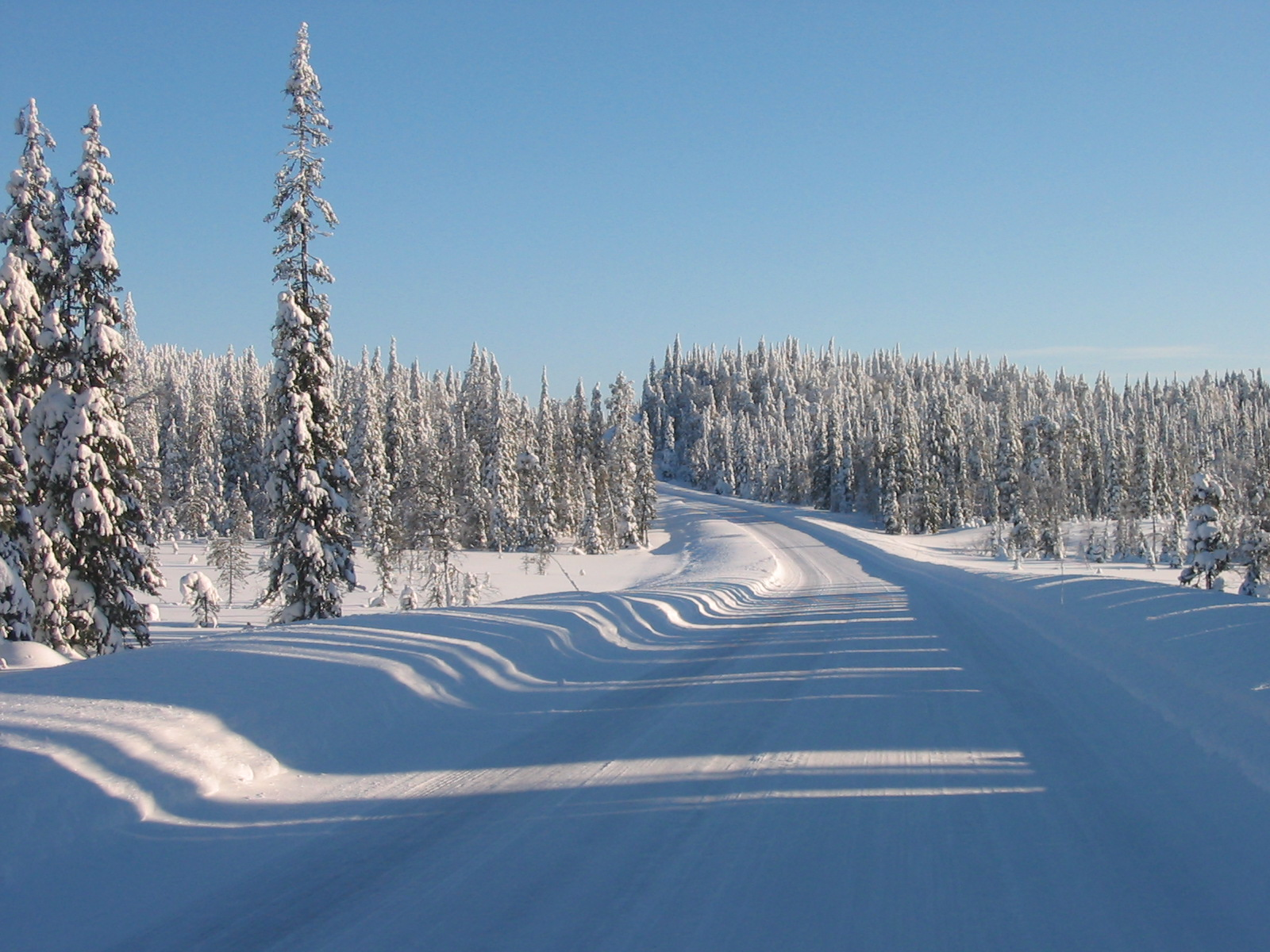
Дорога в Келанкюля взимку